# Kanadská kuchyně

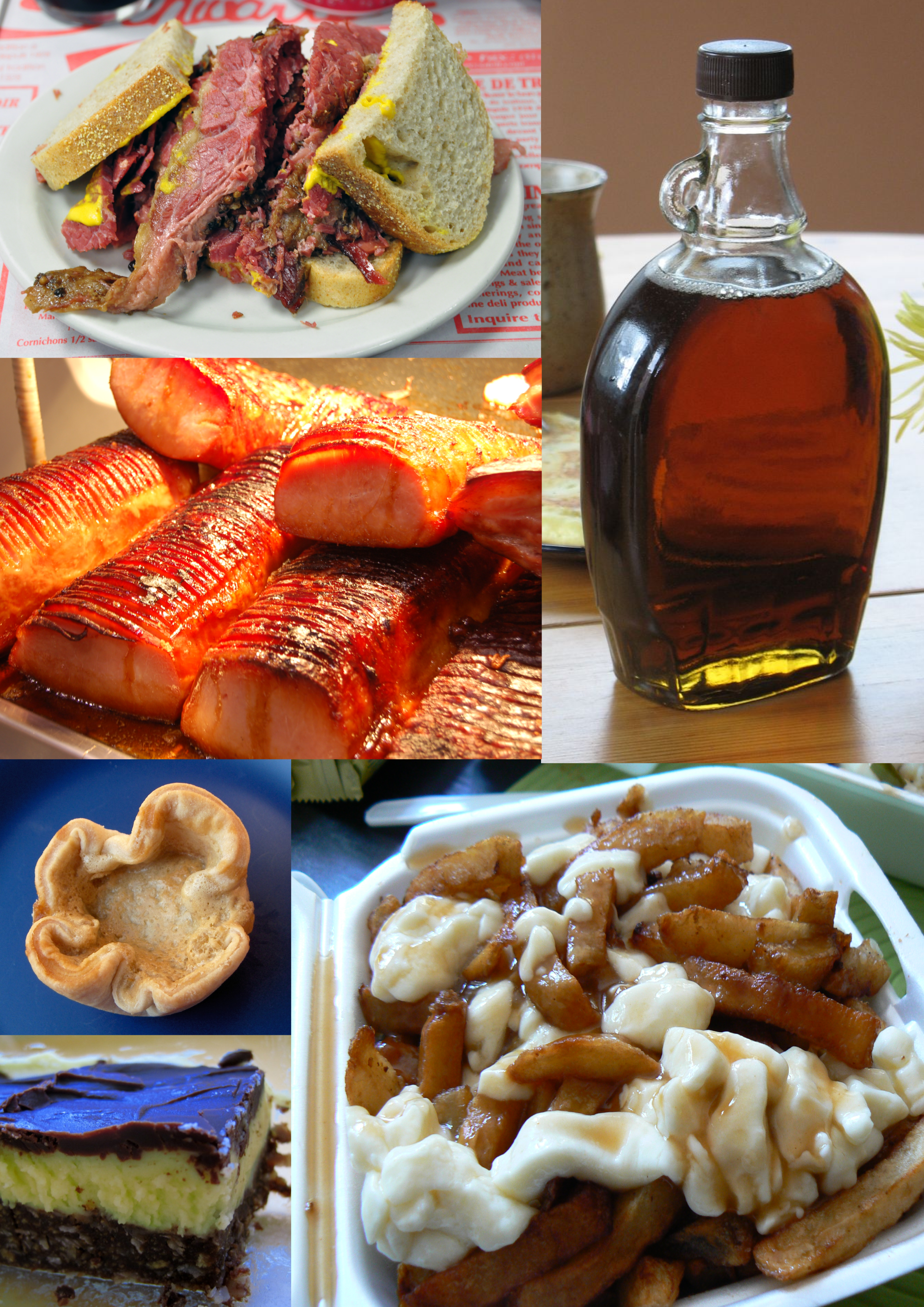
Příklady kanadských pokrmů

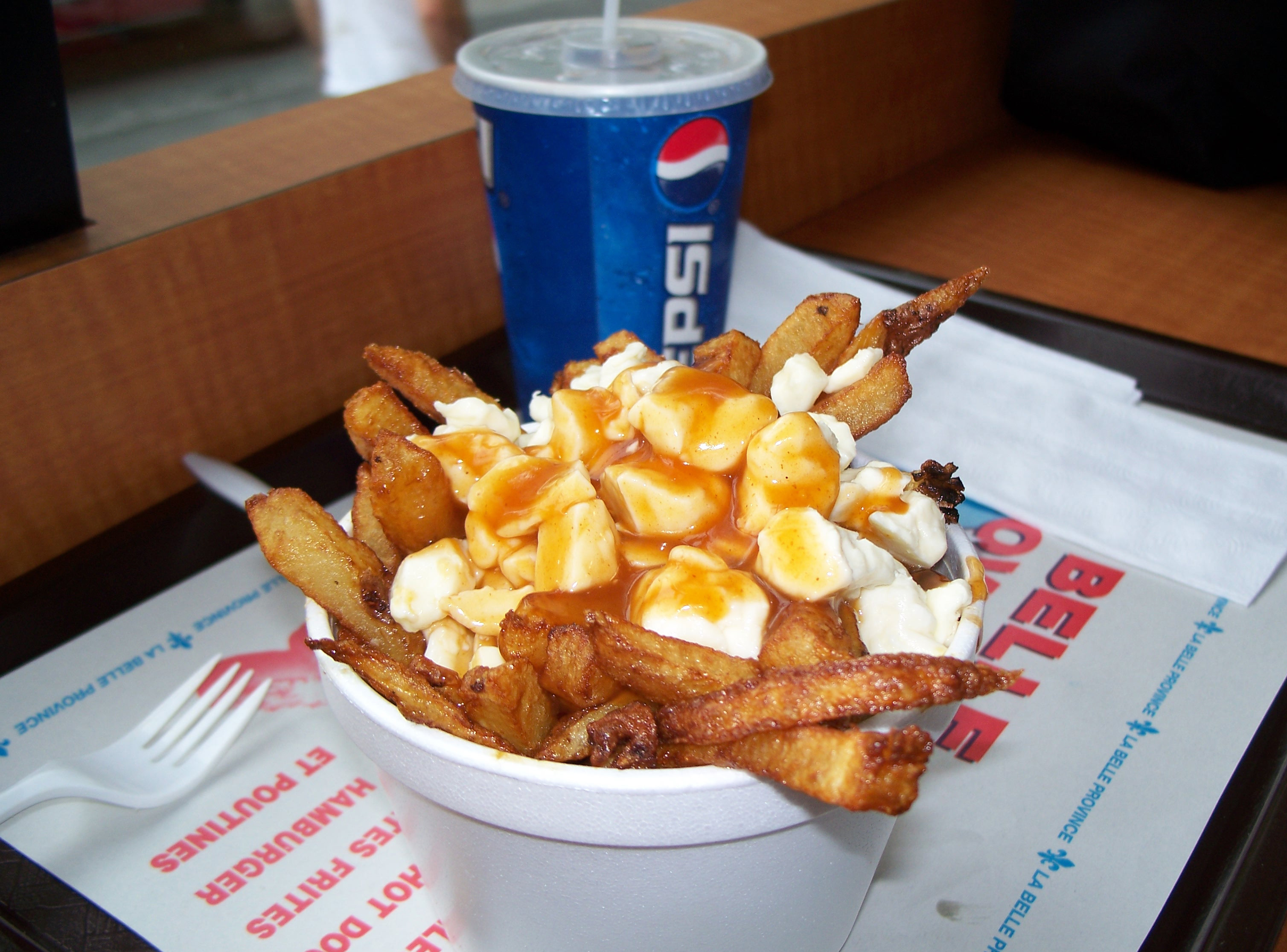
Poutine

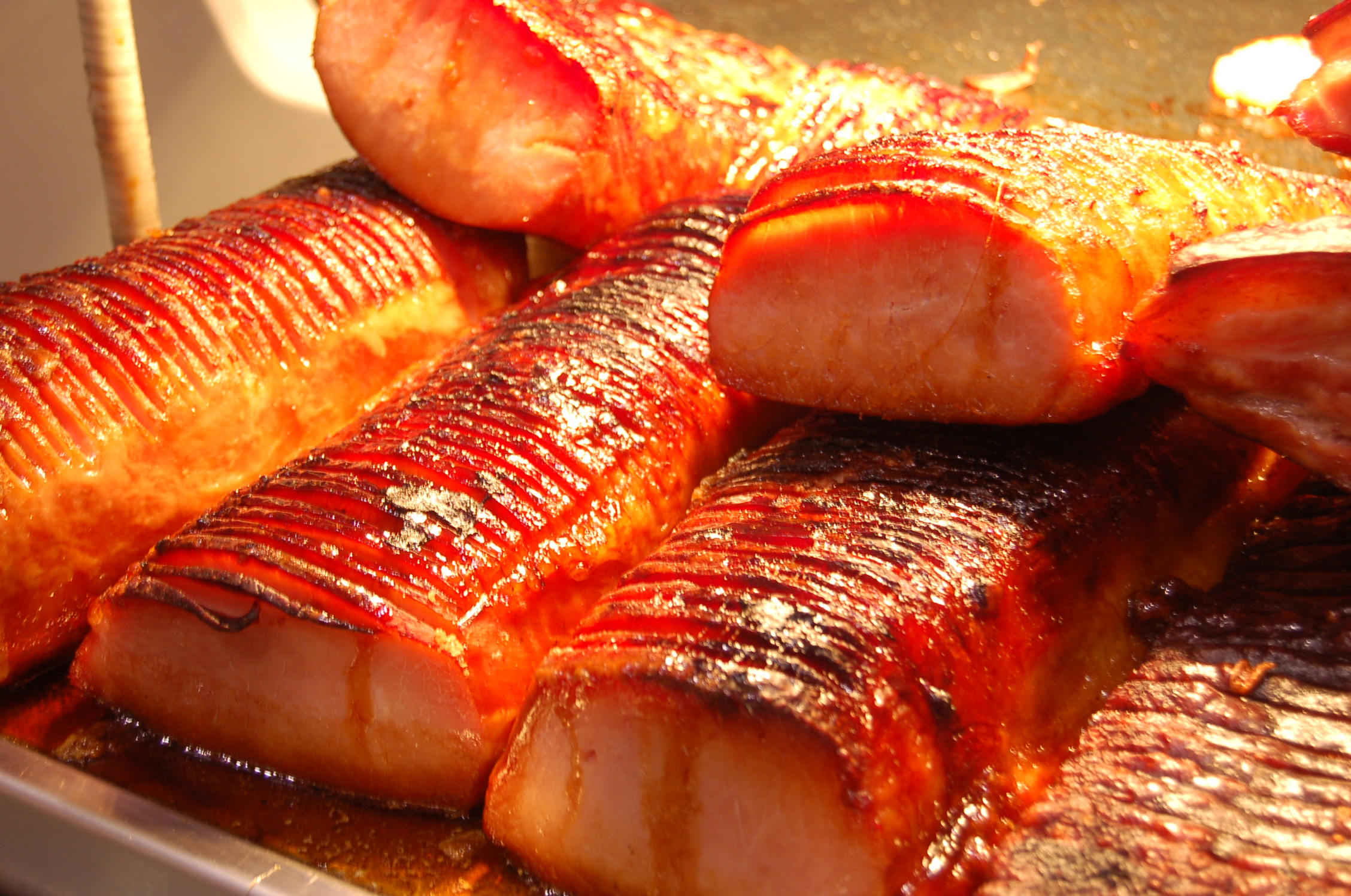
Pemeal bacon

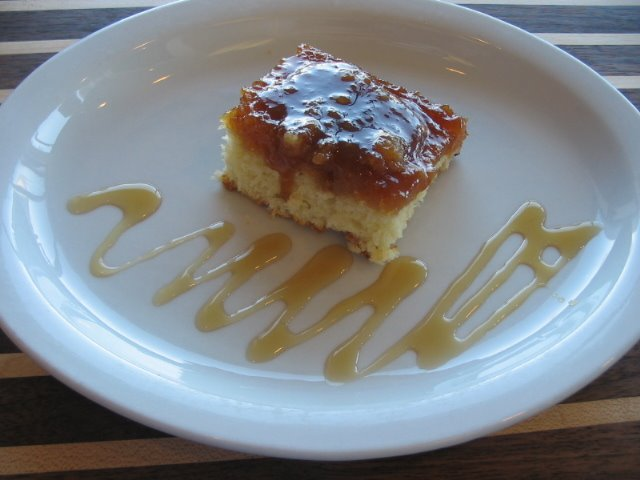
Pouding chômeur

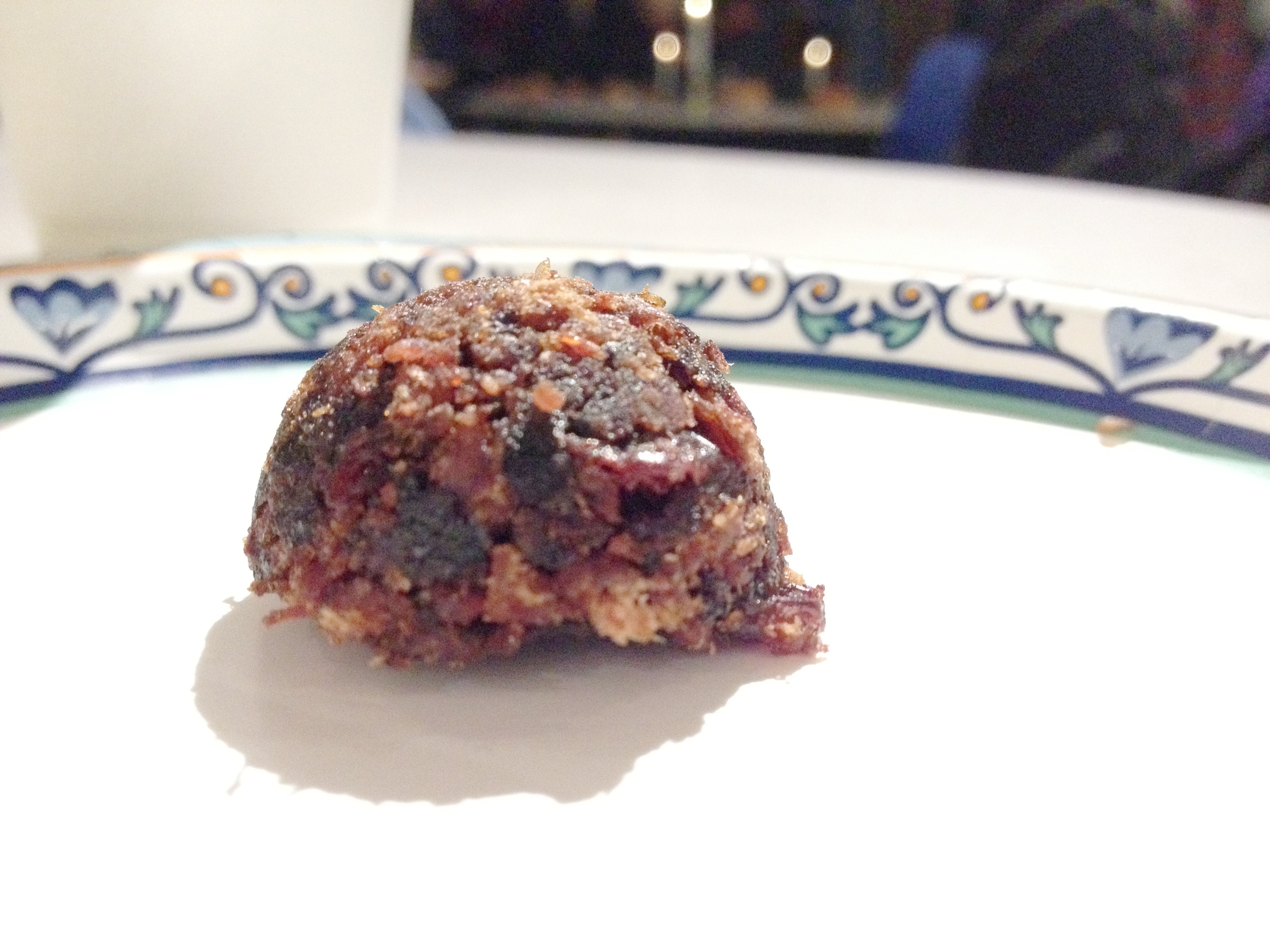
Pemikan

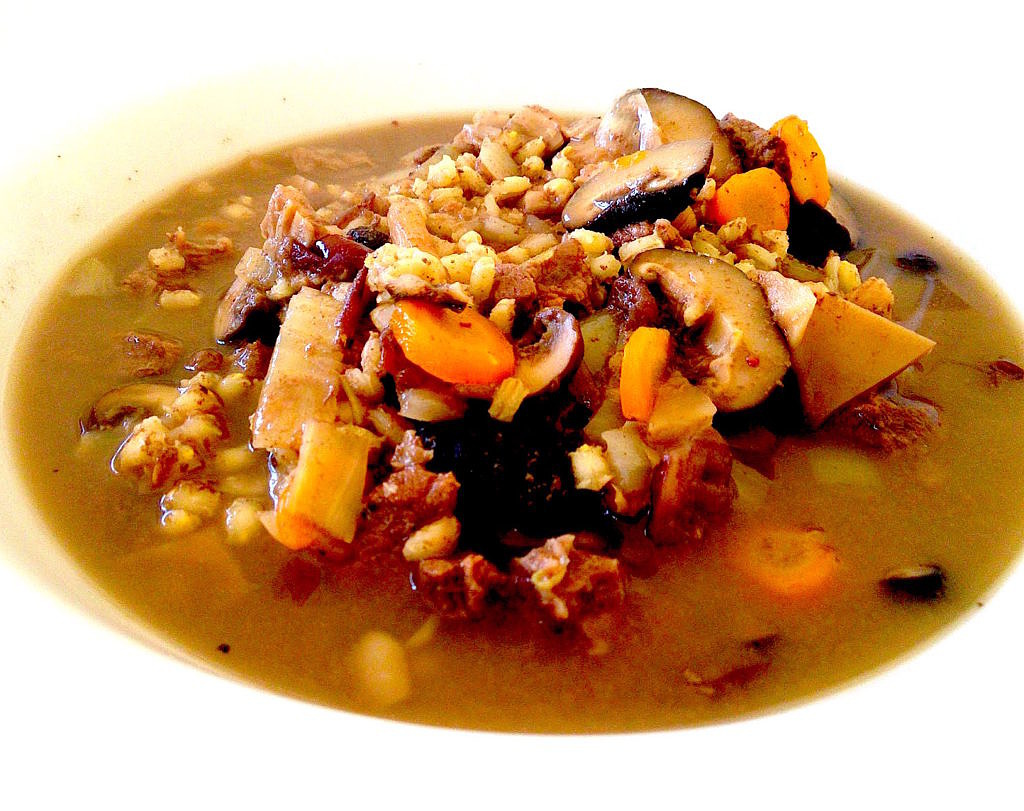
Suaasat

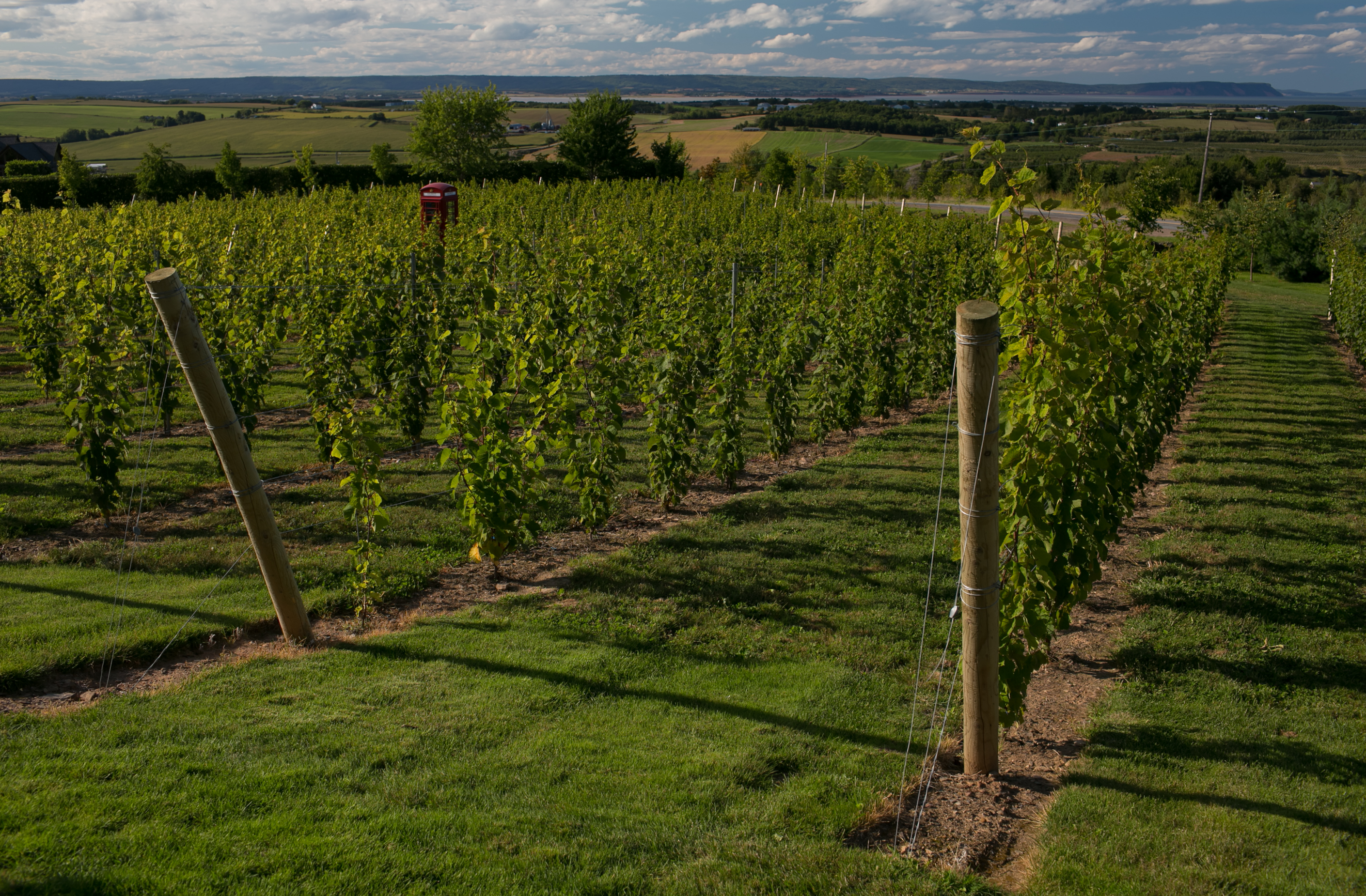
Vinice v Novém Skotsku

Kanadská kuchyně (anglicky: Canadian cuisine, francouzsky: Cuisine canadienne) je národní kuchyní Kanady. Vychází z britské a francouzské kuchyně, byla ale ovlivněna také kuchyní původních obyvatel Kanady (Indiáni, Inuité, Métisové) a mnoha dalšími vlivy (velmi málo pokrmů pochází přímo z Kanady). Mnoho pokrmů je převzato také z americké kuchyně.

## Příklady kanadských pokrmů
Příklady kanadských pokrmů:
- Poutine, hranolky s kousky pařeného sýra a omáčkou z masového vývaru zahuštěného jíškou. Často považované za národní jídlo Kanady.
- Javorový sirup
- Nanaimo řezy, zákusek původem z města Nanaimo (v Britské Kolumbii), velmi sladký zákusek z oplatky, vanilkového krému a čokolády
- Butter tart, malé koláčky
- Montrealské bagely, pečivo s dírou uprostřed, převzato z židovské kuchyně
- Sušený uzený losos
- Pirohy, taštičky z těsta s různými náplněmi (například z masa nebo zeleniny), do Kanady se dostali s emigranty ze slovanských zemí
- Donair (obdoba döner kebabu), populární především v oblasti Halifaxu. Převzato z řecké kuchyně.
- California roll, suši z krabího masa, avokáda a okurky, převzato z japonské kuchyně
- Peameal bacon, nasolovaná vepřová pečeně
- Steak

## Regionální a etnické kuchyně

### Québec
Kuchyně Québecu (francouzsky mluvící části Kanady) je velmi blízká francouzské kuchyně. Z Québecu pochází též poutine, jedno z nejznámějších kanadských jídel. Do mnoha sladkých pokrmů se zde přidává javorový sirup. Québec je znám také svými sýry a uzeným masem.
Příklady pokrmů z kuchyně Québecu:
- Poutine
- Montrealské bagely
- Grands-Peres a L’erable, dezert z javorového sirupu
- Pouding chômeur, zákusek z vody, mouky, hnědého cukru a másla
- Tourtière, masový koláč
- Fèves au lard, polévka z fazolí
- Hrachová polévka

### Kuchyně původních obyvatel Kanady
Kanadští Indiáni lovili divou zvěř a sbírali různé rostliny a lesní plody. Mezi příklady kuchyně patří například pânsâwân (uzené sušené maso), pemikan (směs sušeného masa, sušeného ovoce, tuku a dalších přísad) nebo bannock (nekvašený chléb).
Kuchyně Inuitů (Eskymáků), žijících na severu Kanady se skládá především z masa (velrybího, mrožího, tuleního). Mezi příklady inuitských pokrmů patří suaasat (masová polévka) nebo akutaq (lesní plody smíchané s tukem).

## Kanadské nápoje
Mezi populární nápoje patří káva (Kanada má desátou největší spotřebu kávy na obyvatele na světě).
Z alkoholu je populární pivo, cider nebo whisky. Populárním koktejlem je caesar koktejl. V jižní Kanadě je také rozšířeno vinařství, často se vyrábí tzv. ledové víno (víno z hroznů co přešly mrazem).

## Galerie

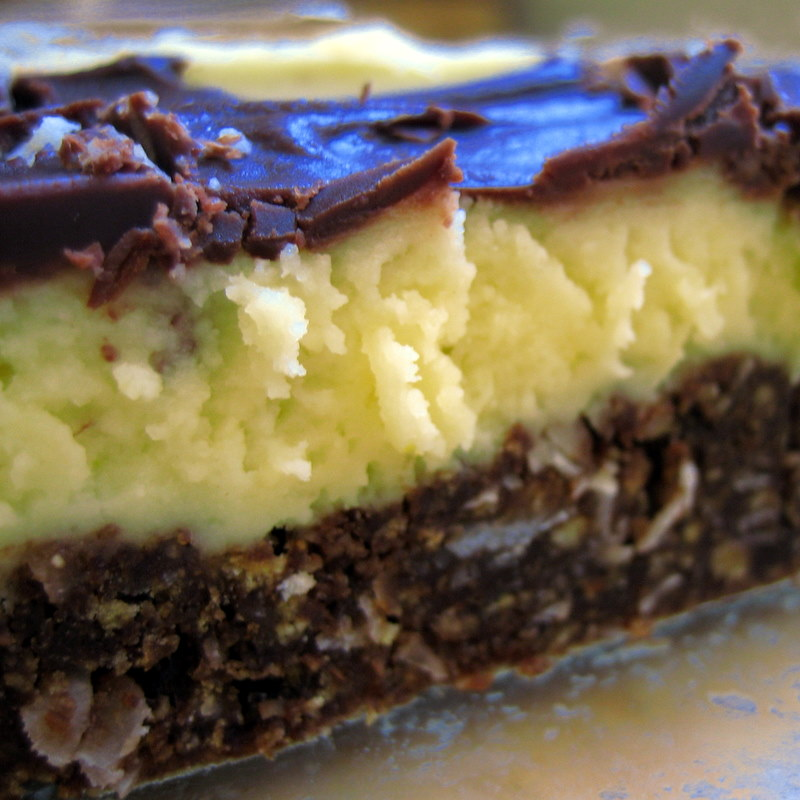
Řez nanaimo
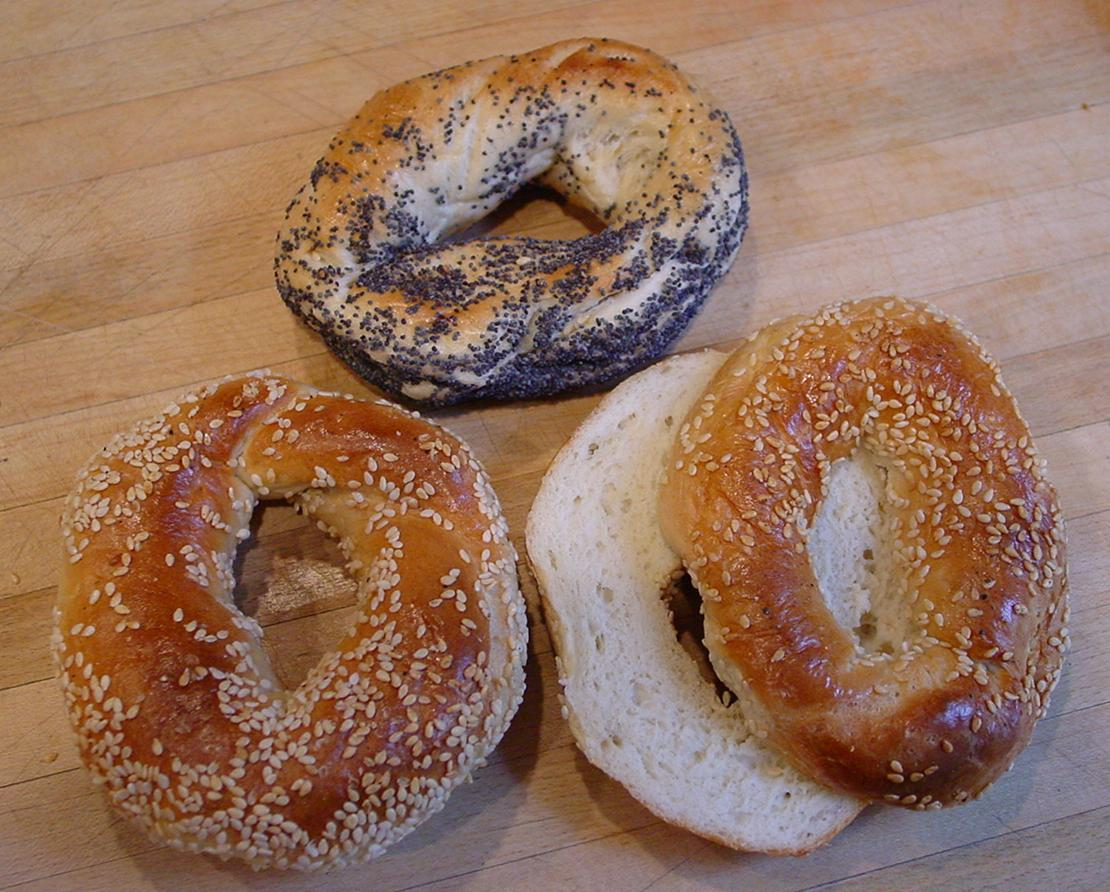
Montrealské bagely
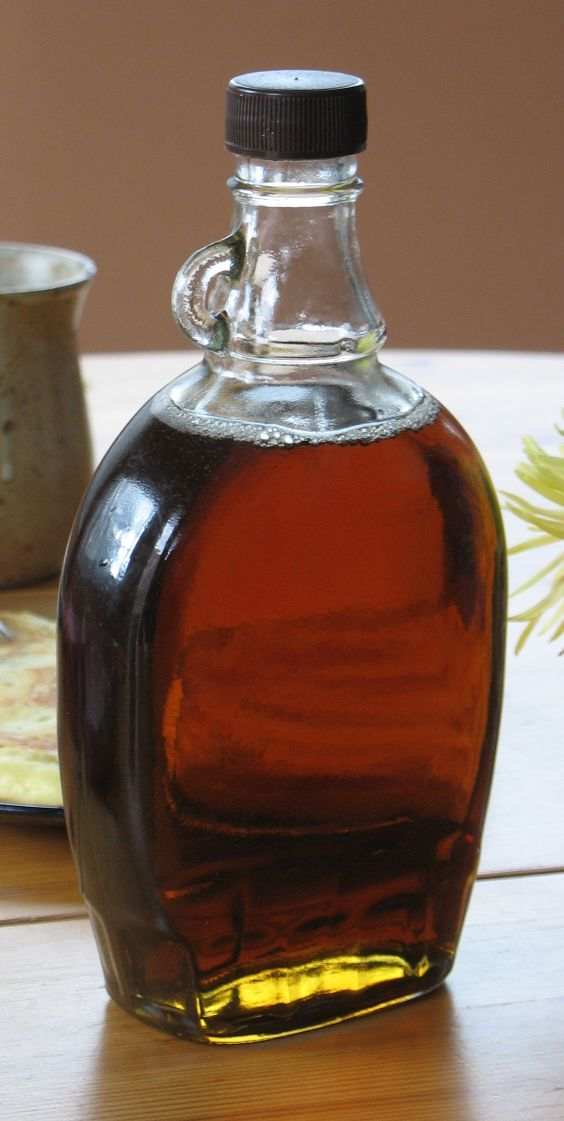
Javorový sirup
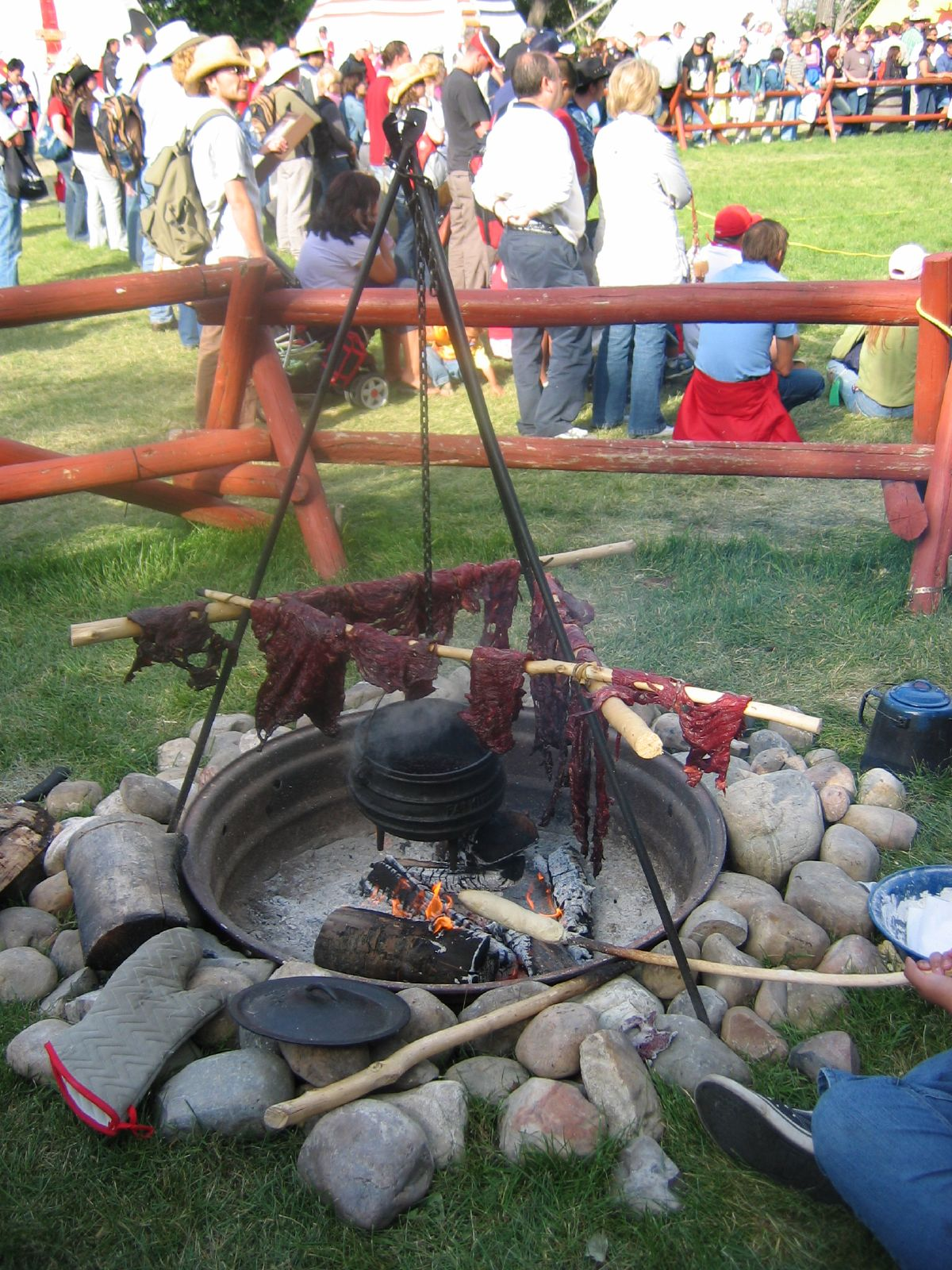
Pânsâwân
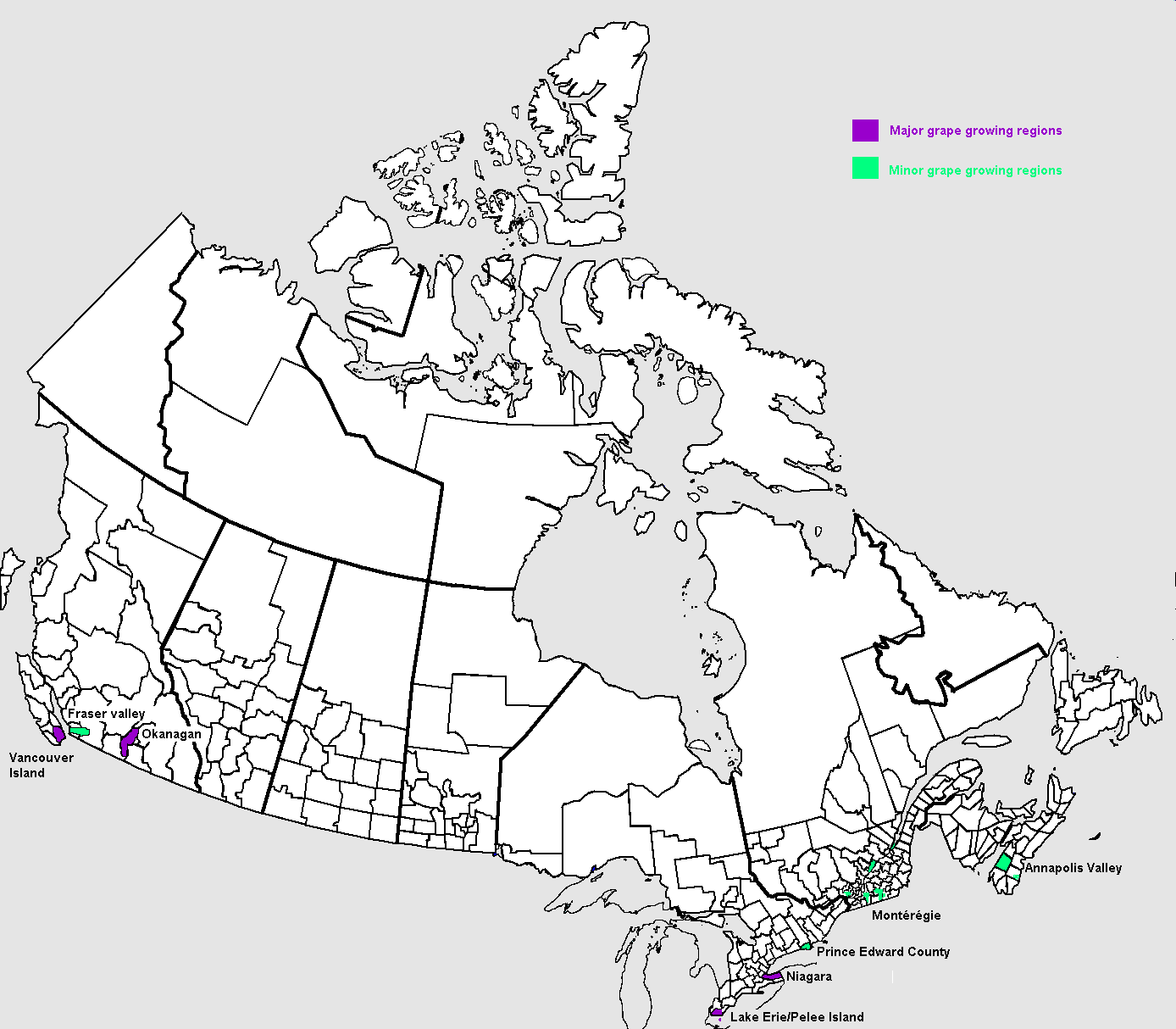
Mapa ukazující kanadské regiony produkující víno